# 1995-ös wimbledoni teniszbajnokság
Az 1995-ös wimbledoni teniszbajnokság az év harmadik Grand Slam-tornája, a wimbledoni teniszbajnokság 109. kiadása volt, amelyet június 26–július 9.között rendeztek meg. A férfiaknál Pete Sampras, a nőknél Steffi Graf nyert.

## Döntők

### Férfi egyes
Pete Sampras -  Boris Becker 6-7(5-7) 6-2 6-4 6-2

### Női egyes
Steffi Graf -  Arantxa Sánchez Vicario 4-6 6-1 7-5

### Férfi páros
Todd Woodbridge /  Mark Woodforde -  Rick Leach /  Scott Melville 7-5 7-6(8) 7-6(5)

### Női páros
Jana Novotná /  Arantxa Sánchez Vicario -  Gigi Fernández /  Natasha Zvereva 5-7 7-5 6-4

### Vegyes páros
Jonathan Stark /  Martina Navratilova -  Cyril Suk /  Gigi Fernández 6-4 6-4

## Juniorok

### Fiú egyéni
Olivier Mutis –  Nicolas Kiefer 6–2, 6–2

### Lány egyéni
Aleksandra Olsza –  Tamarine Tanasugarn 7–5, 7–6(6)

### Fiú páros
Martin Lee /  James Trotman –  Alejandro Hernández /  Mariano Puerta 7–6(2), 6–4

### Lány páros
Cara Black /  Aleksandra Olsza –  Trudi Musgrave /  Jodi Richardson 6–0, 7–6(5)